# Віруси мозку
«Віруси мозку» (англ. «Viruses of the Mind») — стаття Річарда Докінза, написана в 1993 році, яка спирається на теорію мемів и на схожість останніх з біологічними та комп'ютерними вірусами. Особлива увага звернена на різноманітні релігійні організації, на їх переконання і діяльність. Стаття включена до книги «Dennett and His Critics: Demystifying Mind» и «A Devil’s Chaplain».